# Johnny Miller (golfspelare)
John Laurence "Johnny" Miller, född 29 april 1947 i San Francisco, Kalifornien, är en amerikansk golfspelare som tidigare spelade på PGA Touren. Under 1970-talet var Miller en av världens främsta golfare och var den första som gick -8 under par på en US Open runda, ett rekord som stod sig till US Open 2017. Miller vann 25 gånger på PGA Touren varav två var majors, och han har blivit invald till World Golf Hall of Fame 1998. I dagsläget är Miller golfkommentator på NBC Sports.

## Tidiga år
Miller föddes och växte upp i San Francisco och spelade från 12 års ålder på Olympic Golf Club, en golfbana som arrangerade 1966 års upplaga av US Open, en tävling han kvalade in i. Han kom på en delad 8:e plats - den bästa amatören i startfältet - och placeringen gav honom en inbjudan till US Masters året därpå. Miller vann 17 år gammal U.S. Junior Amateur, och han är tillsammans med Tiger Woods de enda golfspelarna som har vunnit mästerskapet och sedan även vunnit US Open. Miller har även en examen från Brigham Young University.  År 1968 vann Miller California State Amateur Championship på Pebble Beach.

## PGA Touren
Johnny Miller blev proffs 1969, vid en ålder av 22, och började på PGA Touren samma år. I april 1971 kom Miller på delad 2:a plats, tillsammans med Jack Nicklaus, i US Masters. Millers första vinst på PGA Touren kom fem månader senare i september 1971 i Southern Open Invitational på Green Island Country Club. Under andra varvet av The Open 1972, gjorde Miller en albatross på det 5:e hålet på Muirfield. Miller vann två majors, 1973 års US Open och 1976 års The Open Championship. 

### 1973 års US Open
Inför tävlingen kom dåvarande 26 år gamla Johnny Miller, som vid tidpunkten enbart hade två PGA Tour vinster, och ställdes inför den utmanande golfbanan Oakmont, med par 71. Tidigare hade han presterat bra under majortävlingar, med en 2:a plats i US Masters samt två top-10 placeringar i US Open 1972 och 1971. 
Miller var efter 36 hål -2 under par på 140 slag, men slog 76 slag under lördagens rond, vilket lämnade honom på totalt 216 slag och +3 över par och en 12:e plats inför söndagens finalrond; 6 slag bakom ledaren. Hans sista runda i US Open 1973 på Oakmont Country Club anses vara en av de mest dominanta i tävlingens historia. Han var den första spelare att slå 63 slag (-8 under par) på en major och år 2000 rankade Golf Magazine Millers runda som den bästa golfrunda som någonsin spelats. Ett rekord som tangerades av Phil Mickelson och Henrik Stensson under 2016 års upplaga av The Open, och som blev slaget av Justin Thomas som slog 63 slag (-9 under par) på Erin Hills Golf Course under US Open 2017. Rekordet blev även slaget under British Open 2017 på golfbanan Royal Birkdale, där Branden Grace slog 62 slag (-8 under par) på den tredje rundan. 
Miller gjorde birdie på de fyra första hålen, samt på hål nummer 9,11,12, 13 och 15, samtidigt som Miller träffade alla 18 greener och behövde enbart 29 puttar, varav en tre-putt på hål nummer 8 vilket blev hans enda bogey.   Miller slutade på 279 slag och -5 under par för mästerskapet, vilket gav honom ett slags segermarginal över tvåan.

### Efter US Open 1973
Månaden efter vinsten på Oakmont delar Miller en 2:a plats i The Open på golfbanan Royal Troon med 3 slag efter vinnaren Tom Weiskopf. Denna placering blev den första av fem raka top-10 placeringar på The Open.
1974 vann Miller 8 stycken PGA Tour tävlingar och den amerikanska penningligan samt erhöll utmärkelsen Player of the Year. Samma år hade Miller en snittscore om 68,3 slag.
Året därpå, 1975, inleder Miller med 3 PGA Tour vinster och vinner totalt 4 under säsongen, varav två var Phoenix Open och Tucson Open. Phoenix Open vann Miller med 14 slag och totalt -24 under par (260 slag), vilket är den största segermarginalen i tävlingens historia. Tucson Open vann Miller med 9 slag och totalt -25 under par, med 61 slag på den sista rundan, en golfrunda Miller kallade "the greatest I've ever played in my life, even better than the 63 I got to win the U.S. Open two years ago".
1975 slutar Miller på en 2:a plats av årets upplaga av US Masters med endast ett slag bakom Jack Nicklaus, och senare under 1975 års upplaga av The Open slutar Miller på en delad 3:e plats, ett slag bakom särspelet mellan Tom Watson och Jack Newton.
1976 vinner Miller sina 2:a och sista major i The Open på Royal Birkdale Golf Cub med sex slag före Jack Nicklaus och Severiano Ballesteros. Millers sista runda om 66 slag är delat banrekord på Royal Birkdale.
Efter att han drog sig tillbaka från PGA-touren har han valt att inte tävla på Champions Tour. I stället är han golfkommentator på NBC Sports. Som kommentator har han blivit känd för sina rättframma och ibland burdusa kommentarer. Detta har gjort att han har hamnat i fiendskap med en del spelare som han har gjort uttalanden om. Hans sätt har även gjort att många golfsändningar inte skulle ha haft lika stor publik om det inte vore för honom.
Miller äger ett golfdesignföretag och en golfakademi.

## Meriter

### Majorsegrar
| År   | Mästerskap            | Efter 54 hål | Resultat             | Segermarginal | Runner(s)-up                    |
| ---- | --------------------- | ------------ | -------------------- | ------------- | ------------------------------- |
| 1973 | U.S. Open             | 6 slag bakom | −5 (71-69-76-63=279) | 1 slag        | John Schlee                     |
| 1976 | The Open Championship | 2 slag bakom | −9 (72-68-73-66=279) | 6 slag        | Seve Ballesteros, Jack Nicklaus |

### Summering i majors
| Mästerskap            | Vinst | 2nd | 3rd | Top-5 | Top-10 | Top-25 | Antal | Klarade kvalgränser |
| --------------------- | ----- | --- | --- | ----- | ------ | ------ | ----- | ------------------- |
| Masters Tournament    | 0     | 3   | 0   | 3     | 4      | 8      | 19    | 14                  |
| U.S. Open             | 1     | 0   | 0   | 3     | 8      | 10     | 22    | 16                  |
| The Open Championship | 1     | 1   | 1   | 3     | 5      | 7      | 17    | 13                  |
| PGA Championship      | 0     | 0   | 0   | 0     | 0      | 5      | 16    | 10                  |
| Total                 | 2     | 4   | 1   | 9     | 17     | 30     | 74    | 53                  |

### PGA Tour vinster (25)
| No. | Datum        | Tävling                                | Resultat                 | Segermarginal | Runner(s)-up                                         |
| --- | ------------ | -------------------------------------- | ------------------------ | ------------- | ---------------------------------------------------- |
| 1   | Sep 12, 1971 | Southern Open Invitational             | −13 (65-67-68-67=267)    | 5 slag        | Deane Beman                                          |
| 2   | Nov 27, 1972 | Sea Pines Heritage Classic             | −3 (71-65-75-70=281)     | 1 slag        | Tom Weiskopf                                         |
| 3   | Jun 17, 1973 | U.S. Open                              | −5 (71-69-76-63=279)     | 1 slag        | John Schlee                                          |
| 4   | Jan 6, 1974  | Bing Crosby National Pro-Am            | −8 (68-70-70=208)        | 4 slag        | Grier Jones                                          |
| 5   | Jan 13, 1974 | Phoenix Open                           | −13 (69-69-66-67=271)    | 1 slag        | Lanny Wadkins                                        |
| 6   | Jan 20, 1974 | Dean Martin Tucson Open                | −16 (62-71-71-68=272)    | 3 slag        | Ben Crenshaw                                         |
| 7   | Mar 31, 1974 | Sea Pines Heritage Classic             | −8 (67-67-72-70=276)     | 3 slag        | Gibby Gilbert                                        |
| 8   | Apr 28, 1974 | Tournament of Champions                | −8 (75-69-67-69=280)     | 1 slag        | Buddy Allin, John Mahaffey                           |
| 9   | Aug 25, 1974 | Westchester Classic                    | −19 (69-68-65-67=269)    | 2 slag        | Don Bies                                             |
| 10  | Sep 15, 1974 | World Open Golf Championship           | −3 (73-63-73-72=281)     | Särspel       | Frank Beard, Bob Murphy, Jack Nicklaus               |
| 11  | Sep 29, 1974 | Kaiser International Open Invitational | −17 (69-69-67-66=271)    | 8 slag        | Billy Casper, Lee Trevino                            |
| 12  | Jan 12, 1975 | Phoenix Open                           | −24 (67-61-68-64=260)    | 14 slag       | Jerry Heard                                          |
| 13  | Jan 19, 1975 | Dean Martin Tucson Open                | −25 (66-69-67-61=263)    | 9 slag        | John Mahaffey                                        |
| 14  | Feb 9, 1975  | Bob Hope Desert Classic                | −21 (64-69-72-66-68=339) | 3 slag        | Bob Murphy                                           |
| 15  | Oct 5, 1975  | Kaiser International Open Invitational | −16 (68-67-68-69=272)    | 3 slag        | Rod Curl                                             |
| 16  | Jan 11, 1976 | NBC Tucson Open                        | −14 (70-69-67-68=274)    | 3 slag        | Howard Twitty                                        |
| 17  | Feb 8, 1976  | Bob Hope Desert Classic                | −16 (71-69-73-68-63=344) | 3 slag        | Rik Massengale                                       |
| 18  | Jul 10, 1976 | The Open Championship                  | −9 (72-68-73-66=279)     | 6 slag        | Seve Ballesteros, Jack Nicklaus                      |
| 19  | Mar 9, 1980  | Jackie Gleason-Inverrary Classic       | −14 (70-68-66-70=274)    | 2 slag        | Charles Coody, Bruce Lietzke                         |
| 20  | Jan 11, 1981 | Joe Garagiola-Tucson Open              | −15 (66-64-70-65=265)    | 2 slag        | Lon Hinkle                                           |
| 21  | Feb 22, 1981 | Glen Campbell-Los Angeles Open         | −14 (66-69-67-68=270)    | 2 slag        | Tom Weiskopf                                         |
| 22  | Jan 31, 1982 | Wickes-Andy Williams San Diego Open    | −18 (65-67-68-70=270)    | 1 slag        | Jack Nicklaus                                        |
| 23  | Mar 6, 1983  | Honda Inverrary Classic                | −10 (68-73-68-69=278)    | 2 slag        | Jack Nicklaus                                        |
| 24  | Feb 1, 1987  | AT&T Pebble Beach National Pro-Am      | −10 (72-72-68-66=278)    | 1 slag        | Payne Stewart                                        |
| 25  | Feb 6, 1994  | AT&T Pebble Beach National Pro-Am      | −7 (68-72-67-74=281)     | 1 slag        | Jeff Maggert, Corey Pavin, Tom Watson, Kirk Triplett |

### Övriga segrar
- 1964 U.S. Junior Amateur
- 1975 Lancome Trophy
- 1979 Lancome Trophy

### Lagtävlingar
Professionella
- Ryder Cup: 1975 (vinst), 1981 (vinst)
- World Cup: 1973 (vinst), 1975 (vinst), 1980